# Parasphaerocera parvula
Parasphaerocera parvula är en tvåvingeart som beskrevs av Papp 1978. Parasphaerocera parvula ingår i släktet Parasphaerocera och familjen hoppflugor. Inga underarter finns listade i Catalogue of Life.